# Tabanus crocitinctipennis
Tabanus crocitinctipennis är en tvåvingeart som beskrevs av Schurrmans Stekhoven 1926. Tabanus crocitinctipennis ingår i släktet Tabanus och familjen bromsar. Inga underarter finns listade i Catalogue of Life.